# Кой-Аран
Кой-Ара́н (укр. Кой-Аран, крымскотат. Qoy Aran, Къой Аран) — исчезнувшее село в Белогорском районе Республики Крым, на территории Цветочненского сельсовета. Располагалось на северо-западе района, в предгорье Внешней гряды Крымских гор, на правом берегу реки Бурульча, примерно в 3 км ниже по течению (севернее) современного села Долиновка.

## История
Первое документальное упоминание села встречается в Камеральном Описании Крыма… 1784 года, судя по которому, в последний период Крымского ханства Казы Ойрат входил в Борулчанский кадылык Карасубазарского каймаканства. После присоединения Крыма к России (8) 19 апреля 1783 года, (8) 19 февраля 1784 года, именным указом Екатерины II сенату, на территории бывшего Крымского Ханства была образована Таврическая область и деревня была приписана к Симферопольскому уезду. После Павловских реформ, с 1796 по 1802 год, входила в Акмечетский уезд Новороссийской губернии. По новому административному делению, после создания 8 (20) октября 1802 года Таврической губернии, Кой-Аран был включён в состав Табулдынской волости Симферопольского уезда.
По Ведомости о всех селениях в Симферопольском уезде состоящих с показанием в которой волости сколько числом дворов и душ… от 9 октября 1805 года в деревне Кой-Аран числилось 22 двора и 110 жителей, исключительно крымских татар. На военно-топографической карте генерал-майора Мухина 1817 года обозначена деревня Кой-Аран как Койран с 24 дворами. После реформы волостного деления 1829 года Кайран, согласно «Ведомости о казённых волостях Таврической губернии 1829 года» отнесли к Айтуганской волости. На карте 1836 года в деревне 5 дворов, а на карте 1842 года деревня Кой-Аран обозначена условным знаком «малая деревня», то есть, менее 5 дворов
В 1860-х годах, после земской реформы Александра II, деревни приписали к Зуйской волости. В «Списке населённых мест Таврической губернии по сведениям 1864 года», составленном по результатам VIII ревизии 1864 года, Кояран — владельческая татарская деревня с 5 дворами, 32 жителями и мечетью при речке Бурульче. По обследованиям профессора А. Н. Козловского начала 1860-х годов, селение «располагалось возле реки Бурульчи и имело родники и ручьи с окружающих гор». На трёхверстовой карте Шуберта 1865 года селение ещё обозначено, то на карте с корректурой 1876 года его уже нет. Видимо, деревня опустела ввиду эмиграции крымских татар в Османскую империю. Впоследствии деревню возобновили немецкие колонисты — лютеране и в «Памятной книге Таврической губернии 1889 года»',' по результатам Х ревизии 1887 года, Кой-Аран обозначен, как ещё не приписанный к Зуйской волости, с 10 дворами и 76 жителями — такая процедура применялась к новым поселениям.
После земской реформы 1890-х годов Кой-Аран отнесли к Табулдинской волости, но записана деревня только в «…Памятной книжке Таврической губернии на 1902 год», согласно которой в деревне Куяран, приписанной к волости для счёта, числилось 40 жителей в 10 домохозяйствах. На 1904 год в деревне числилось 78 жителей. По Статистическому справочнику Таврической губернии. Ч.II-я. Статистический очерк, выпуск шестой Симферопольский уезд, 1915 год, в деревне Кой-Аран (или Аранкой) Табулдинской волости Симферопольского уезда числилось 4 двора со смешанным населением в количестве 37 человек приписных жителей и 51 — «посторонних», из которых 47 мужчин и 41 женщина. Жители владели 440 десятинами удобной земли. В хозяйствах имелось 40 лошадей, 34 вола, 15 коров и 600 голов мелкого скота.
После установления в Крыму Советской власти, по постановлению Крымревкома от 8 января 1921 года была упразднена волостная система и село вошло в состав вновь созданного Карасубазарского района Симферопольского уезда, а в 1922 году уезды получили название округов. 11 октября 1923 года, согласно постановлению ВЦИК, в административное деление Крымской АССР были внесены изменения, в результате которых округа ликвидировались, Карасубазарский район стал самостоятельной административной единицей и село включили в его состав. Согласно Списку населённых пунктов Крымской АССР по Всесоюзной переписи 17 декабря 1926 года, на хуторе Аран-Кой (Кой-Аран), в составе упразднённого к 1940 году Аргынчикского сельсовета Карасубазарского района, числился 1 двор, население составляло 5 человек, все немцы. В последний раз в доступных источниках Кой-Аран встречается на карте 1942 года.

### Динамика численности населения
| - 1805 год — 110 чел. - 1864 год — 32 чел. - 1889 год — 76 чел. - 1902 год — 40 чел. | - 1904 год — 78 чел. - 1915 год — 37/51 чел. - 1926 год — 5 чел. |